# VM i svømning 2011
VM i svømning 2011 var det 14. VM i svømning i historien og blev afholdt i Shanghai, Kina, i perioden 16. – 31. juli 2011. Stævnet omfattede ud over svømning også vandpolo, udspring, åbent vand-svømning og synkronsvømning.
Shanghai blev valgt af FINA 23. marts 2007 i konkurrence med Doha, Qatar.

## Tidsskema
| ● | Disciplinkonkurrencer | 1 | Finalekonkurrencer |

| Juli 2011           | 16. Lør | 17. Søn | 18. Man | 19. Tir | 20. Ons | 21. Tor | 22. Fre | 23. Lør | 24. Søn | 25. Man | 26. Tir | 27. Ons | 28. Tor | 29. Fre | 30. Lør | 31. Søn | Medaljesæt |
| ------------------- | ------- | ------- | ------- | ------- | ------- | ------- | ------- | ------- | ------- | ------- | ------- | ------- | ------- | ------- | ------- | ------- | ---------- |
| Udspring            | 1       | 1       | 2       | 2       | ●       | 1       | 1       | 1       | 1       |         |         |         |         |         |         |         | 10         |
| Åbent vand-svømning |         |         |         | 1       | 1       | 1       | 2       | 2       |         |         |         |         |         |         |         |         | 7          |
| Svømning            |         |         |         |         |         |         |         |         | 4       | 4       | 5       | 4       | 5       | 5       | 6       | 7       | 40         |
| Synkronsvømning     |         | 1       | 1       | 1       | 1       | 1       | 1       | 1       |         |         |         |         |         |         |         |         | 7          |
| Vandpolo            |         | ●       | ●       | ●       | ●       | ●       | ●       | ●       | ●       | ●       | ●       | ●       | ●       | 1       | 1       |         | 2          |
| Antal medaljesæt    | 1       | 2       | 3       | 4       | 2       | 3       | 4       | 4       | 5       | 4       | 5       | 4       | 5       | 6       | 7       | 7       | 66         |
| Samlet antal        | 1       | 3       | 6       | 10      | 12      | 15      | 19      | 23      | 28      | 32      | 37      | 41      | 46      | 52      | 59      | 66      |            |
| Juli 2011           | 16. Lør | 17. Søn | 18. Man | 19. Tir | 20. Ons | 21. Tor | 22. Fre | 23. Lør | 24. Søn | 25. Man | 26. Tir | 27. Ons | 28. Tor | 29. Fre | 30. Lør | 31. Søn | Medaljesæt |

## Medaljeoversigt
Værtsnation 
| Placering | Land           | Guld | Sølv | Bronze | Total |
| --------- | -------------- | ---- | ---- | ------ | ----- |
| 1         | USA            | 17   | 6    | 9      | 32    |
| 2         | Kina*          | 15   | 13   | 8      | 36    |
| 3         | Rusland        | 8    | 6    | 4      | 18    |
| 4         | Brasilien      | 4    | 0    | 0      | 4     |
| 5         | Italien        | 3    | 4    | 2      | 9     |
| 6         | Storbritannien | 3    | 3    | 0      | 6     |
| 7         | Australien     | 2    | 10   | 4      | 16    |
| 8         | Frankrig       | 2    | 4    | 5      | 11    |
| 9         | Holland        | 2    | 1    | 3      | 6     |
| 10        | Grækenland     | 2    | 1    | 1      | 4     |
| 11        | Danmark        | 2    | 1    | 0      | 3     |
| 12        | Tyskland       | 1    | 3    | 9      | 13    |
| 13        | Sverige        | 1    | 1    | 0      | 2     |
| 14        | Ungarn         | 1    | 0    | 4      | 5     |
| 15        | Hviderusland   | 1    | 0    | 0      | 1     |
| 15        | Bulgarien      | 1    | 0    | 0      | 1     |
| 15        | Norge          | 1    | 0    | 0      | 1     |
| 15        | Sydkorea       | 1    | 0    | 0      | 1     |
| 15        | Schweiz        | 1    | 0    | 0      | 1     |
| 20        | Canada         | 0    | 4    | 3      | 7     |
| 21        | Japan          | 0    | 4    | 2      | 6     |
| 22        | Spanien        | 0    | 1    | 5      | 6     |
| 23        | Polen          | 0    | 1    | 0      | 1     |
| 23        | Serbien        | 0    | 1    | 0      | 1     |
| 25        | Sydafrika      | 0    | 0    | 3      | 3     |
| 26        | Mexico         | 0    | 0    | 2      | 2     |
| 27        | Kroatien       | 0    | 0    | 1      | 1     |
| 27        | Ukraine        | 0    | 0    | 1      | 1     |
| Total     | Total          | 68   | 64   | 66     | 198   |

## Medaljevindere

### Mænd
| Konkurrence            | Guld                                                                                         | Guld         | Sølv | Sølv      | Bronze                                                                                                | Bronze    |
| ---------------------- | -------------------------------------------------------------------------------------------- | ------------ | --- | --------- | --- | --------- |
| Udspring               |                                                                                              |              | |           | |           |
| 1 meter vippe          | Li Shixin                                                                                    | 463,90       | He Min                                                                                                   | 444,00    | Pavlo Rozenberg                                                                                       | 436,50    |
| 3 meter vippe          | He Chong                                                                                     | 554,30       | Ilja Sakharov                                                                                            | 508,95    | Jevgenij Kuznetsov                                                                                    | 493,55    |
| Tårnspring             | Qiu Bo                                                                                       | 585,45       | David Boudia                                                                                             | 544,25    | Sascha Klein                                                                                          | 534,50    |
| Synkron, 3 meter vippe | Qin Kai Luo Yutang                                                                           | 463,98       | Ilja Sakharov Jevgenij Kuznetsov                                                                         | 451,89    | Yahel Castillo Julián Sánchez                                                                         | 437,61    |
| Synkron, tårnspring    | Qiu Bo Huo Liang                                                                             | 480,03       | Patrick Hausding Sascha Klein                                                                            | 443,01    | Oleksandr Gorshkovozov Oleksandr Bondar                                                               | 435,36    |
| Åbent vand-svømning    |                                                                                              |              | |           | |           |
| 5 km                   | Thomas Lurz                                                                                  | 56:16,2      | Spyridon Gianniotis                                                                                      | 56:17,4   | Jevgenij Drattsev                                                                                     | 56:18,5   |
| 10 km                  | Spyridon Gianniotis                                                                          | 1:54:24,7    | Thomas Lurz                                                                                              | 1:54:27,2 | Sergej Bolsjakov                                                                                      | 1:54:31,8 |
| 25 km                  | Petar Stoychev                                                                               | 5:10:39,8    | Vladimir Djattjin                                                                                        | 5:11:15,6 | Csaba Gercsak                                                                                         | 5:11:18,1 |
| Holdløb (mixed)        | USA (Andrew Gemmell · Sean Ryan · Ashley Twichell)                                           | 57:00,6      | Australien (Melissa Gorman · Rhys Mainstone · Ky Hurst)                                                  | 57:01,8   | Tyskland (Jan Wolfgarten · Thomas Lurz · Isabelle Härle)                                              | 57:44,2   |
| Svømning               |                                                                                              |              | |           | |           |
| 50 m fri               | César Cielo · Brasilien                                                                      | 21.52        | Luca Dotto · Italien                                                                                     | 21.90     | Alain Bernard · Frankrig                                                                              | 21.92     |
| 100 m fri              | James Magnussen                                                                              | 47,63        | Brent Hayden                                                                                             | 47,95     | William Meynard                                                                                       | 48,00     |
| 200 m fri              | Ryan Lochte                                                                                  | 1:44,44      | Michael Phelps                                                                                           | 1:44,79   | Paul Biedermann                                                                                       | 1:44,88   |
| 400 m fri              | Park Tae-Hwan                                                                                | 3:42,04      | Sun Yang                                                                                                 | 3:43,24   | Paul Biedermann                                                                                       | 3:44,14   |
| 800 m fri              | Sun Yang                                                                                     | 7:38,57      | Ryan Cochrane                                                                                            | 7:41,86   | Gergő Kis                                                                                             | 7:44,94   |
| 1500 m fri             | Sun Yang                                                                                     | 14:34.14     | Ryan Cochrane                                                                                            | 14:44.46  | Gergő Kis                                                                                             | 14:45.66  |
| 50 m ryg               | Liam Tancock · Storbritannien                                                                | 24.50        | Camille Lacourt · Frankrig                                                                               | 24.57     | Gerhard Zandberg · Sydafrika                                                                          | 24.66     |
| 100 m ryg              | Jérémy Stravius Camille Lacourt                                                              | 52,76        | (ikke uddelt)                                                                                            |           | Ryosuke Ikie                                                                                          | 52,98     |
| 200 m ryg              | Ryan Lochte                                                                                  | 1:52,96      | Ryosuke Ikie                                                                                             | 1:54,11   | Tyler Clary                                                                                           | 1:54,69   |
| 50 m bryst             | Felipe França Silva                                                                          | 27,01        | Fabio Scozzoli                                                                                           | 27,17     | Cameron van der Burgh                                                                                 | 27,19     |
| 100 m bryst            | Alexander Dale Oen                                                                           | 58,71        | Fabio Scozzoli                                                                                           | 59,42     | Cameron van der Burgh                                                                                 | 59,49     |
| 200 m bryst            | Dániel Gyurta                                                                                | 2:08,41      | Kosuke Kitajima                                                                                          | 2:08,63   | Christian vom Lehn                                                                                    | 2:09,06   |
| 50 m fly               | César Cielo                                                                                  | 23,10        | Matthew Targett                                                                                          | 23,28     | Geoff Huegill                                                                                         | 23,35     |
| 100 m fly              | Michael Phelps · USA                                                                         | 50.71        | Konrad Czerniak · Polen                                                                                  | 51.15 NR  | Tyler McGill · USA                                                                                    | 51.26     |
| 200 m fly              | Michael Phelps                                                                               | 1:53,34      | Takeshi Matsuda                                                                                          | 1:54,01   | Wu Peng                                                                                               | 1:54,67   |
| 200 m medley           | Ryan Lochte                                                                                  | 1:54,00 (VR) | Michael Phelps                                                                                           | 1:54,16   | László Cseh                                                                                           | 1:57,69   |
| 400 m medley           | Ryan Lochte · USA                                                                            | 4:07.13      | Tyler Clary · USA                                                                                        | 4:11.17   | Yuya Horihata · Japan                                                                                 | 4:11.98   |
| 4×100 m fri            | Australien (James Magnussen · Matthew Targett · Matthew Abood · Eamon Sullivan)              | 3:11,00      | Frankrig (Alain Bernard · Jérémy Stravius · William Meynard · Fabien Gilot)                              | 3:11,14   | USA (Michael Phelps · Garrett Weber-Gale · Jason Lezak · Nathan Adrian)                               | 3:11,96   |
| 4×200 m fri            | USA (Michael Phelps · Peter Vanderkaay · Ricky Berens · Ryan Lochte)                         | 7:02,67      | Frankrig (Yannick Agnel · Grégory Mallet · Jérémy Stravius · Fabien Gilot)                               | 7:04,81   | Kina (Wang Shun · Zhang Lin · Li Yunqi · Sun Yang)                                                    | 7:05,67   |
| 4×100 m medley         | USA Nick Thoman (53.61) Mark Gangloff (1:00.24) Michael Phelps (50.57) Nathan Adrian (47.64) | 3:32.06      | Australien Hayden Stoeckel (54.22) Brenton Rickard (59.32) Geoff Huegill (51.72) James Magnussen (47.00) | 3:32.26   | Tyskland Helge Meeuw (53.53) Hendrik Feldwehr (59.72) Benjamin Starke (51.83) Paul Biedermann (47.52) | 3:32.60   |

### Kvinder
| Konkurrence            | Guld                                                                                            | Guld       | Sølv                                                                        | Sølv      | Bronze                                                                                                   | Bronze    |
| ---------------------- | ----------------------------------------------------------------------------------------------- | ---------- | --------------------------------------------------------------------------- | --------- | --- | --------- |
| Udspring               |                                                                                                 |            |                                                                             |           | |           |
| 1 meter vippe          | Shi Tingmao                                                                                     | 318,65     | Wang Ham                                                                    | 310,20    | Tania Cagnotto                                                                                           | 295,45    |
| 3 meter vippe          | Wu Minxia                                                                                       | 380,85     | He Zi                                                                       | 379,15    | Jennifer Abel                                                                                            | 365,10    |
| Tårnspring             | Chen Ruolin                                                                                     | 405,30     | Hu Yadan                                                                    | 394,00    | Paola Espinosa                                                                                           | 377,15    |
| Synkron, 3 meter vippe | Wu Minxia He Zi                                                                                 | 356,40     | Émilie Heymans Jennifer Abel                                                | 313,50    | Anabelle Smith Sharleen Stratton                                                                         | 306,90    |
| Synkron, tårnspring    | Wang Hao Chen Ruolin                                                                            | 362,58     | Alexandra Croak Melissa Wu                                                  | 325,92    | Christin Steuer Nora Subschinski                                                                         | 316,29    |
| Åbent vand-svømning    |                                                                                                 |            |                                                                             |           | |           |
| 5 km                   | Swann Oberson                                                                                   | 1:00:39,7  | Aurelie Muller                                                              | 1:00:40,1 | Ashley Twichell                                                                                          | 1:00:40,2 |
| 10 km                  | Kerry-Anne Payne                                                                                | 2:01:58,1  | Martina Grimaldi                                                            | 2:01:59,9 | Marianna Lymperta                                                                                        | 2:02:01,8 |
| 25 km                  | Ana Marcela Cunha                                                                               | 5:29:22,9  | Angela Maurer                                                               | 5:29:25,0 | Alice Franco                                                                                             | 5:29:30,8 |
| Svømning               |                                                                                                 |            |                                                                             |           | |           |
| 50 m fri               | Therese Alshammar · Sverige                                                                     | 24.14      | Ranomi Kromowidjojo · Holland                                               | 24.27     | Marleen Veldhuis · Holland                                                                               | 24.49     |
| 100 m fri              | Jeanette Ottesen Aleksandra Gerasimenya                                                         | 53,45      | (ikke uddelt)                                                               |           | Ranomi Kromowidjojo                                                                                      | 53,66     |
| 200 m fri              | Federica Pellegrini                                                                             | 1:55,58    | Kylie Palmer                                                                | 1:56,04   | Camille Muffat                                                                                           | 1:56,10   |
| 400 m fri              | Federica Pellegrini                                                                             | 4:01,97    | Rebecca Adlington                                                           | 4:04,01   | Camille Muffat                                                                                           | 4:04,06   |
| 800 m fri              | Rebecca Adlington                                                                               | 8:17,51    | Lotte Friis                                                                 | 8:18,20   | Chloe Sutton                                                                                             | 8:23,36   |
| 1500 m fri             | Lotte Friis                                                                                     | 15:49,59   | Kate Ziegler                                                                | 15:55,60  | Li Xuanxu                                                                                                | 15:58,02  |
| 50 m ryg               | Anastasija Zujeva                                                                               | 27,79      | Aya Terakawa                                                                | 27,93     | Melissa Franklin                                                                                         | 28,01     |
| 100 m ryg              | Zhao Jing                                                                                       | 59,05      | Anastasija Zujeva                                                           | 59,06     | Natalie Coughlin                                                                                         | 59,15     |
| 200 m ryg              | Missy Franklin · USA                                                                            | 2:05.10 AM | Belinda Hocking · Australien                                                | 2:06.06   | Sharon van Rouwendaal · Holland                                                                          | 2:07.78   |
| 50 m bryst             | Jessica Hardy · USA                                                                             | 30.19      | Yuliya Yefimova · Rusland                                                   | 30.49     | Rebecca Soni · USA                                                                                       | 30.58     |
| 100 m bryst            | Rebecca Soni                                                                                    | 1:05,05    | Leisel Jones                                                                | 1:06,25   | Ji Liping                                                                                                | 1:06,52   |
| 200 m bryst            | Rebecca Soni                                                                                    | 2:21,47    | Julija Efimova                                                              | 2:22,22   | Martha McCabe                                                                                            | 2:24,81   |
| 50 m fly               | Inge Dekker · Holland                                                                           | 25.71      | Therese Alshammar · Sverige                                                 | 25.76     | Mélanie Henique · Frankrig                                                                               | 25.86     |
| 100 m fly              | Dana Vollmer                                                                                    | 56,87      | Alicia Coutts                                                               | 56,94     | Lu Ying                                                                                                  | 57,06     |
| 200 m fly              | Jiao Liuyang                                                                                    | 2:05,55    | Ellen Gandy                                                                 | 2:05,59   | Liu Zige                                                                                                 | 2:05,90   |
| 200 m medley           | Ye Shiwen                                                                                       | 2:08,90    | Alicia Coutts                                                               | 2:09,00   | Ariana Kukors                                                                                            | 2:09,12   |
| 400 m medley           | Elizabeth Beisel · USA                                                                          | 4:31.78    | Hannah Miley · Storbritannien                                               | 4:34.22   | Stephanie Rice · Australien                                                                              | 4:34.23   |
| 4×100 m fri            | Holland (Inge Dekker · Ranomi Kromowidjojo · Marleen Veldhuis · Femke Heemskerk)                | 3:33,96    | USA (Natalie Coughlin · Melissa Franklin · Jessica Hardy · Dana Vollmer)    | 3:34,47   | Tyskland (Britta Steffen · Silke Lippok · Lisa Vitting · Daniela Schreiber)                              | 3:36,05   |
| 4×200 m fri            | USA (Melissa Franklin · Dagny Knutson · Katie Hoff · Allison Schmitt)                           | 7:46,14    | Australien (Bronte Barratt · Blair Evans · Angie Bainbridge · Kylie Palmer) | 7:47,42   | Kina (Chen Qian · Pang Yiajing · Liu Jing · Tang Yi)                                                     | 7:47,66   |
| 4×100 m medley         | USA Natalie Coughlin (59.12) Rebecca Soni (1:04.71) Dana Vollmer (55.74) Missy Franklin (52.79) | 3:52.36 AM | Kina Zhao Jing (59.24) Ji Liping (1:06.27) Lu Ying (56.77) Tang Yi (53.33)  | 3:55.61   | Australien Belinda Hocking (59.91) Leisel Jones (1:06.18) Alicia Coutts (56.69) Merindah Dingjan (54.35) | 3:57.13   |

## Deltagende lande
181 nationer havde mindst en atlet i en af de fem discipliner; udspring, åbent vand svømning, svømning, synkronsvømning, og vandpolo.
| - Albanien (3) - Algeriet (2) - Amerikansk Samoa (3) - Andorra (3) - Angola (3) - Antigua og Barbuda (3) - Argentina (13) - Armenien (4) - Aruba (3) - Australien (97) - Østrig (16) - Aserbajdsjan (8) - Bahamas (3) - Bahrain (3) - Bangladesh (2) - Barbados (1) - Hviderusland (12) - Belgien (10) - Benin (3) - Bermuda (3) - Bolivia (3) - Bosnien-Hercegovina (3) - Botswana (2) - Brasilien (65) - Brunei (2) - Bulgarien (6) - Burkina Faso (3) - Burundi (3) - Cambodja (3) - Cameroun (2) - Canada (86) - Caymanøerne (2) - Centralafrikanske Republik (3) - Chile (6) - Kina (110) ( Vært ) - Kinesisk Taipei (4) - Colombia (19) - Comorerne (3) - Republikken Congo (3) - Cookøerne (3) - Costa Rica (8) - Elfenbenskysten (3) - Kroatien (33) - Cuba (27) - Cypern (3) - Tjekkiet (16) | - Danmark (6) - Djibouti (3) - Den Dominikanske Republik (3) - Demokratiske Republik Congo (3) - Ecuador (6) - Egypten (17) - El Salvador (3) - Estland (6) - Etiopien (3) - Færøerne (1) - Fiji (3) - Finland (7) - Frankrig (44) - Gambia (3) - Georgien (4) - Tyskland (57) - Ghana (1) - Storbritannien (63) - Grækenland (31) - Grenada (2) - Guam (3) - Guatemala (4) - Guinea (3) - Guyana (3) - Honduras (4) - Hongkong (23) - Ungarn (50) - Island (7) - Indien (5) - Indonesien (25) - Iran (3) - Irak (2) - Irland (6) - Israel (11) - Italien (82) - Jamaica (2) - Japan (61) - Jordan (3) - Kasakhstan (42) - Kenya (3) - Kuwait (4) - Kirgisistan (3) - Laos (2) - Letland (3) - Libanon (3) - Lesotho (3) | - Libyen (1) - Liechtenstein (1) - Litauen (7) - Luxembourg (3) - Macao (18) - Makedonien (2) - Madagaskar (3) - Malaysia (22) - Maldiverne (3) - Mali (3) - Malta (3) - Marshalløerne (3) - Mauretanien (3) - Mauritius (3) - Mexico (37) - Mikronesien (3) - Moldova (3) - Monaco (2) - Mongoliet (3) - Montenegro (13) - Marokko (3) - Mozambique (3) - Namibia (3) - Nepal (3) - Holland (43) - Nederlandske Antiller (1) - New Zealand (27) - Nicaragua (3) - Niger (3) - Nigeria (3) - Nordkorea (14) - Nordmarianerne (3) - Norge (7) - Oman (4) - Pakistan (3) - Palau (3) - Palæstina (3) - Panama (3) - Papua Ny Guinea (3) - Paraguay (3) - Peru (3) - Filippinerne (3) - Polen (13) - Portugal (8) - Puerto Rico (3) | - Qatar (2) - Rumænien (17) - Rusland (76) - Rwanda (4) - Saint Lucia (3) - Saint Vincent og Grenadinerne (1) - San Marino (5) - Senegal (3) - Serbien (21) - Seychellerne (3) - Singapore (15) - Slovakiet (7) - Slovenien (14) - Sydafrika (67) - Sydkorea (20) - Spanien (54) - Sri Lanka (3) - Sudan (3) - Surinam (3) - Swaziland (1) - Sverige (25) - Schweiz (17) - Syrien (4) - Tahiti (3) - Tadsjikistan (3) - Tanzania (3) - Thailand (15) - Togo (2) - Tonga (2) - Trinidad og Tobago (3) - Tunesien (4) - Tyrkiet (9) - Turkmenistan (3) - Uganda (3) - Ukraine (37) - Forenede Arabiske Emirater (2) - USA (101) - Uruguay (3) - Usbekistan (19) - Venezuela (21) - Vietnam (3) - Amerikanske Jomfruøer (1) - Zambia (3) - Zimbabwe (5) |  |